# 1,5-diaminonaftalen
1,5-Diaminonaftalen (systematický název naftalen-1,5-diamin) je organická sloučenina odvozená od naftalenu, patřící mezi aromatické aminy. Jedná se o bezbarvou pevnou látku, která na vzduchu v důsledku oxidace tmavne.

## Příprava a reakce
1,5-Diaminonaftalen se připravuje redukcí 1,5-dinitronaftalenu, který se získává společně s 1,8-dinitronaftalenem nitrací 1-nitronaftalenu. Další možností je reakce 1,5-dihydroxynaftalenu se siřičitanem amonným. Používá se na přípravu naftalen-1,5-diisokyanátu, který je prekurzorem některých polyuretanů.